# Maybe It's Great
"Maybe It's Great" é o segundo single tirado do álbum Firebird da cantora australiana Natalie Imbruglia.
A música foi composta em parceria com o guitarrista Albert Hammond Jr da banda The Strokes.

## Composição
Escrita em 2019 por Natalie em parceria com Hammond Jr e o produtor Gus Oberg, "Maybe It's Great” foi gravada nos estúdios Rockinghorse, em Byron Bay, na Austrália. A faixa é um número pop eletrônico de estilo bastante oitentista e dançante.
"Nós nos divertimos muito gravando em Byron Bay e essa faixa me dá todas as vibrações do VHS dos anos 80. Sua guitarra energética foi a cereja do bolo! Ele não decepcionou", conta Imbruglia.
A cantora também coproduziu a música junto com os compositores e o duo MyRiot.

## Lançamento
O single foi lançado mundialmente em 16 de julho de 2021, por meio de download digital e streaming, atingindo imediatamente a lista de vendas da iTunes Store de diversos países. No Brasil, ele ficou no Top 40 da plataforma, atingindo a posição #35 nas vendas gerais, no dia do lançamento.

## Single Digital
- Versão Principal

1. "Maybe It's Great" - 3:54

## Paradas musicais
O single entrou nas paradas digitais de diversos países, chegando a atingir o Top 100 nas vendas mundiais da iTunes Store no gênero rock, no dia do lançamento. No Brasil, ele ficou no Top 100 da plataforma, atingindo a posição #35 nas vendas gerais, no mesmo dia.
| Parada semanal (2021)           | Posição |
| ------------------------------- | ------- |
| iTunes Rock Chart (Austrália)   | 48      |
| iTunes Rock Chart (Suécia)      | 55      |
| iTunes Rock Chart (Reino Unido) | 69      |
| iTunes Rock Chart (Espanha)     | 74      |
| iTunes Rock Chart (Brasil)      | 80      |
| iTunes Rock Chart (Grécia)      | 83      |
| Radio Top 100 Rock (Colômbia)   | 95      |